# Jetřichovice
Jetřichovice (německy Dittersbach) jsou obec v okrese Děčín. Součástí obce jsou vesnice Rynartice, Všemily a Vysoká Lípa. Celkem v obci žije 397 obyvatel.

## Historie
První písemná zmínka o vesnici pochází z konce 14. století a souvisí s blízkým skalním hradem Falkenštejnem. Písemné prameny z 16. a 17. století dokládají, že v blízkosti obce byly pily, v nichž se zpracovávalo dřevo z okolních lesů. Tyto lesy sloužily i jako honební revír a pro získávání pryskyřice, kolomazi, kalafuny a pryskyřičného oleje ve smolných pecích. Dnešní obec Jetřichovice vznikla spojením čtyř na sobě původně nezávislých vsí, jež patřily do jedné farnosti. Tyto obce patřily čtyřem různým rodům – Michalovicům, Berkům z Dubé, Kinským a Vartenberkům.
Obec byla roku 1778 vydrancována při pruském vpádu vojáky a vojenskými zběhy. Roku 1889 byla v Jetřichovicích otevřena škola, v níž se vyučovalo až do roku 2011. Do konce druhé světové války fungovalo v okolí Jetřichovic několik mlýnů (dodnes se zachovalo torzo Dolského mlýna), od roku 1722 je doložen lis na olej. Dnešní areál školy v přírodě dříve sloužil jako továrna na nitě.
Dne 21. září 1779 se v Jetřichovicích asi půl hodiny zdržel císař Josef II. a věnoval obci 12 dukátů. Jetřichovice roku 1892 navštívil básník Rainer Maria Rilke. V roce 1927 byla na okraji obce postavena dětská zotavovna.
Do roku 1945 tvořili většinu obyvatelstva lidé německé národnosti. Po vysídlení se počet obyvatel některých oblastí v okolí snížil na jednu desetinu a zanikla část obce Zadní Jetřichovice.

## Obyvatelstvo
Při sčítání lidu v roce 1921 ve vsi žilo 421 obyvatel (z toho 197 mužů), z nichž bylo devět Čechoslováků, 410 Němců a dva cizinci. Kromě jednoho člověka bez vyznání a jednoho člena nezjišťovaných církví byli římskými katolíky. Podle sčítání lidu z roku 1930 měla vesnice 437 obyvatel: osmnáct Čechoslováků, 413 Němců a šest cizinců. S výjimkou dvou evangelíků, dvou členů církve československé a dvanácti lidí bez vyznání se hlásili k římskokatolické církvi.
| | 1869 | 1880 | 1890 | 1900 | 1910 | 1921 | 1930 | 1950 | 1961 | 1970 | 1980 | 1991 | 2001 | 2011 |
| --- | ---- | ---- | ---- | ---- | ---- | ---- | ---- | ---- | ---- | ---- | ---- | ---- | ---- | ---- |
| Obyvatelé | 580  | 614  | 593  | 524  | 500  | 438  | 452  | 355  | 192  | 182  | 183  | 153  | 194  | 172  |
| Domy | 111  | 118  | 115  | 117  | 118  | 118  | 118  | 110  | 92   | 55   | 51   | 106  | 96   | 94   |
| Tabulka zahrnuje údaje části Zadní Jetřichovice a data z roku 1961 zahrnují domy místních částí Rynartice a Všemily. |      |      |      |      |      |      |      |      |      |      |      |      |      |      |

## Doprava
- autobus 436: směr Děčín přes obce Srbská Kamenice, Huntířov, Kámen a Ludvíkovice
- autobus 434: linka Děčín – Hřensko – Mezní Louka – Vysoká Lípa – Jetřichovice – Rynartice – Chřibská – Rybniště – Doubice – Krásná Lípa
  - jede v době víkendů a státních svátků od 1. dubna do 31. října[8]
  - jede denně od 1. července do 31. srpna

Nejbližší železniční stanice je Česká Kamenice na trati Děčín–Rumburk.

## Turistika
Novodobý rozvoj turistického ruchu v okolí Jetřichovic nastal v 19. století, když turistické zpřístupňování oblasti podporovali Kinští jako majitelé tamního panství. Obec byla využívána jako letovisko a vznikla v ní řada hostinců. Od té doby zůstává turistika hlavním zdrojem příjmů Jetřichovicka. Vede zde mj. i dálková mezinárodní trasa E3 pro pěší turisty.
Jetřichovice jsou oblíbeným turistickým cílem, mají výhodnou polohu i pro mnohé výlety do okolí. Katastrální území se nachází na území Národního parku České Švýcarsko, zřízeného 1. ledna 2000.

## Horolezectví
V okolí Jetřichovic je na pískovcových masivech a skalních věžích vyznačeno více než 700 lezeckých cest. Tyto lokality se nacházejí severně od obce v údolích a na srázech Jetřichovických skal, dále v oblasti Pavlínina údolí a nad osadou Studený. Vzhledem k tomu, že se jedná o území národního parku, horolezecká činnost je zde povolena pouze v omezené míře.
Nedaleko Jetřichovic se nalézají zajímavé pískovcové skalní útvary s vyhlídkami:
- Rudolfův kámen
- Vilemínina stěna
- Mariina skála

## Pamětihodnosti
- Zřícenina hradu Falkenštejn – stojí půl kilometrů severovýchodně za obcí
- Kostel svatého Jana Nepomuckého stojí na místě, kde původně stávala starší kaple z roku 1748. Roku 1828 byla ke kostelu přistavěna věž. Zařízení kostela pochází většinou z 19. století, nejzajímavějším dílem je barokní socha Panny Marie. Po druhé světové válce kostel chátral, v letech 1992–1993 byl renovován a r. 1993 znovu vysvěcen.
- Archeologické stopy v jeskyni
- Venkovská usedlost čp. 6, 9, 10, 38, 64, 69, 100, 101, 110, 116
- V letech 1832–1833 rynartický hospodář a lidový umělec Eduard Vater vytesal do pískovcové skály schody a reliéfy Sněhurky a sedmi trpaslíků. Dílo následně dokončil jeho syn, místní kronikář, Ernst Vater. Skála se nachází vedle silnice z Jetřichovic do Rynartic a podle vytvořených postaviček nese název Trpasličí. Dnes je Trpasličí skála kulturní památkou.
- Přírodní rezervace Pavlínino údolí – kaňon řeky Chřibská Kamenice
- Dub v Jetřichovicích – památný strom, rostl v obci u domu čp. 77. Pokácen byl 23. března 2011.[11]
- Buk v Pavlínině údolí – památný strom, stojí v lesním porostu na pravém břehu kanálu, který napájí rybník Pavlínka v těsné blízkosti hranice PR Pavlínino údolí[12]
- Kamenná cesta – do skály vytesaná cesta z Jetřichovic do Rynartic

## Galerie

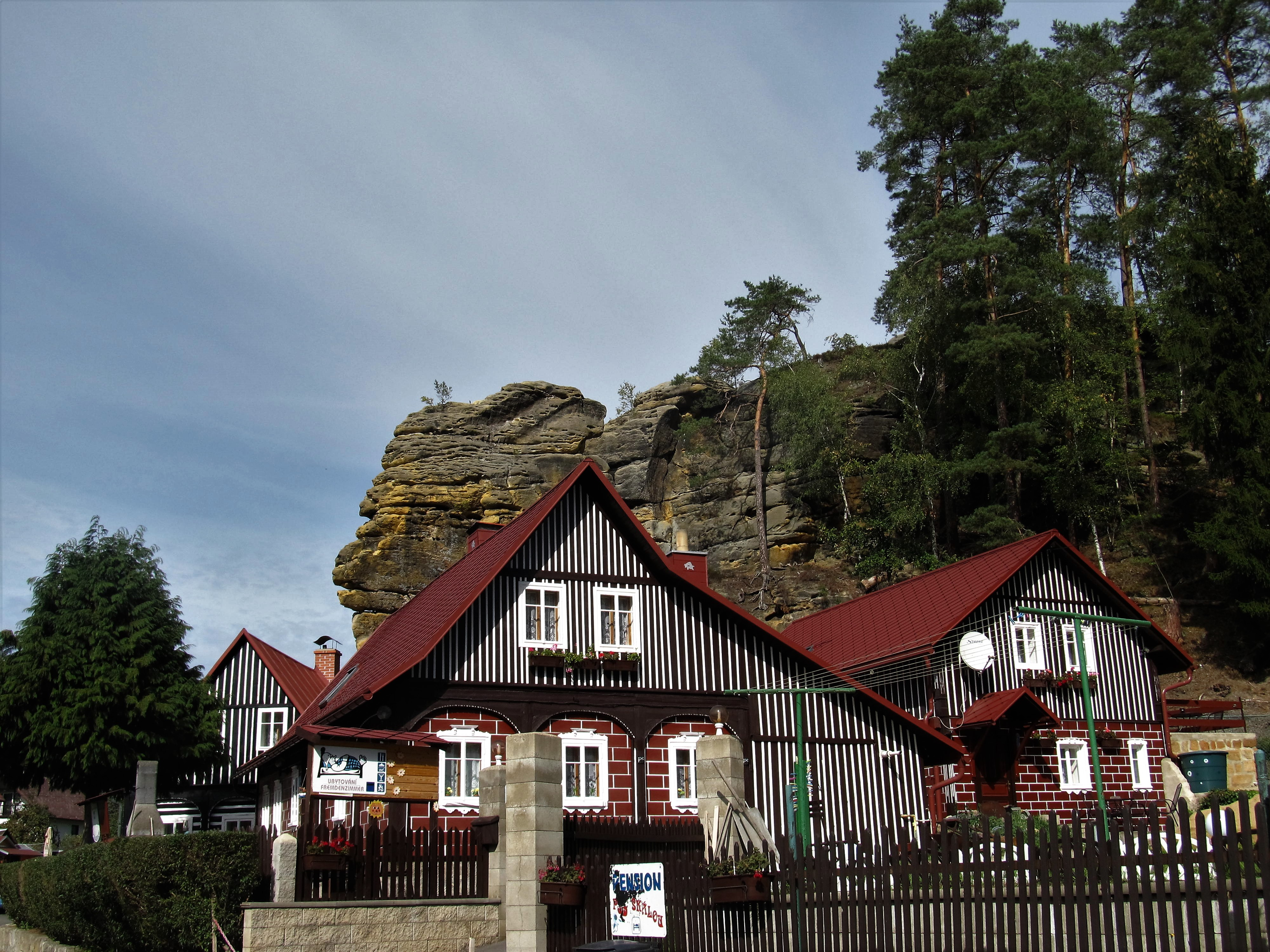
Jetřichovice pod Poštolčím kuželem
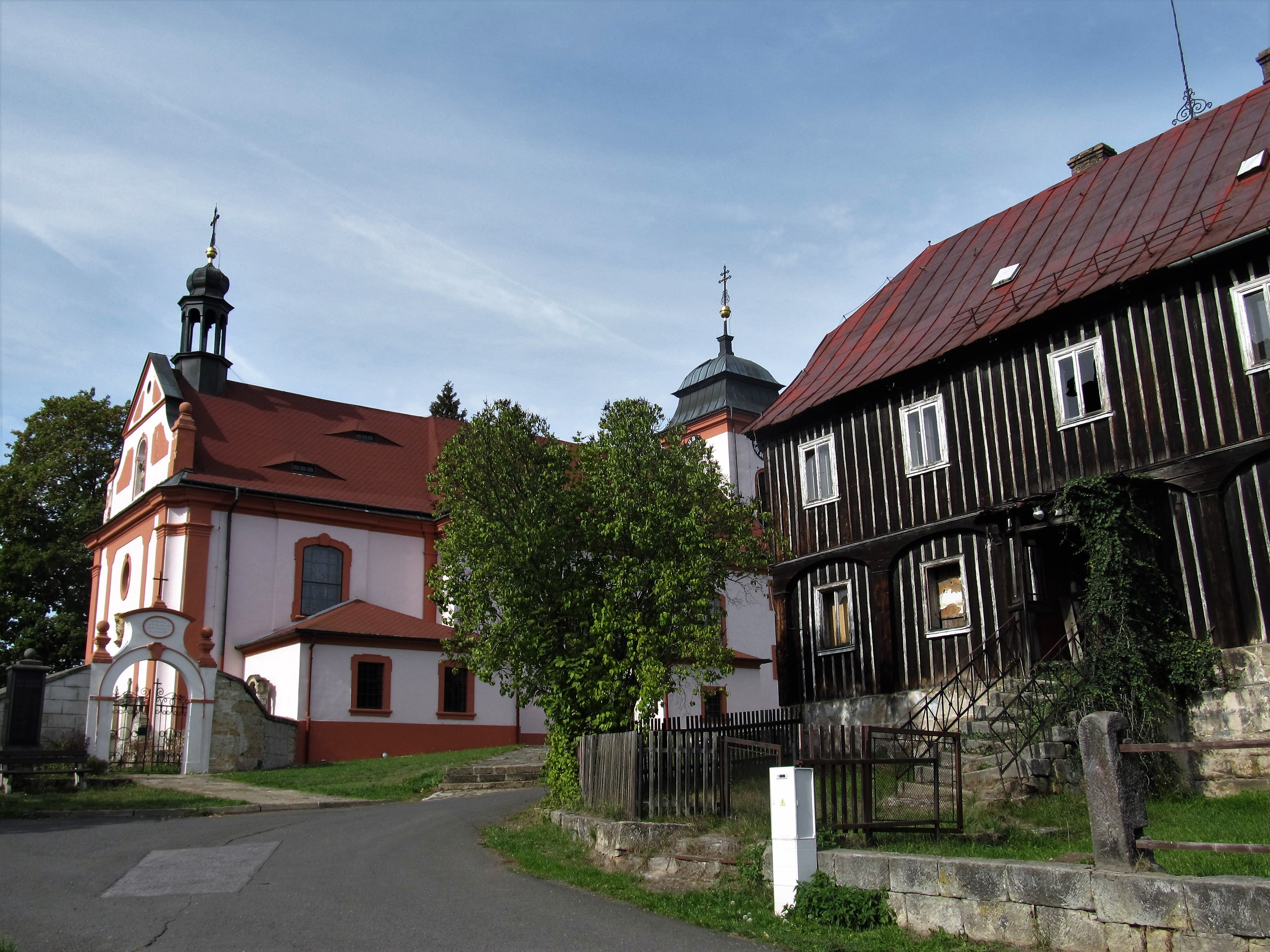
Kostel svatého Jana Nepomuckého a fara
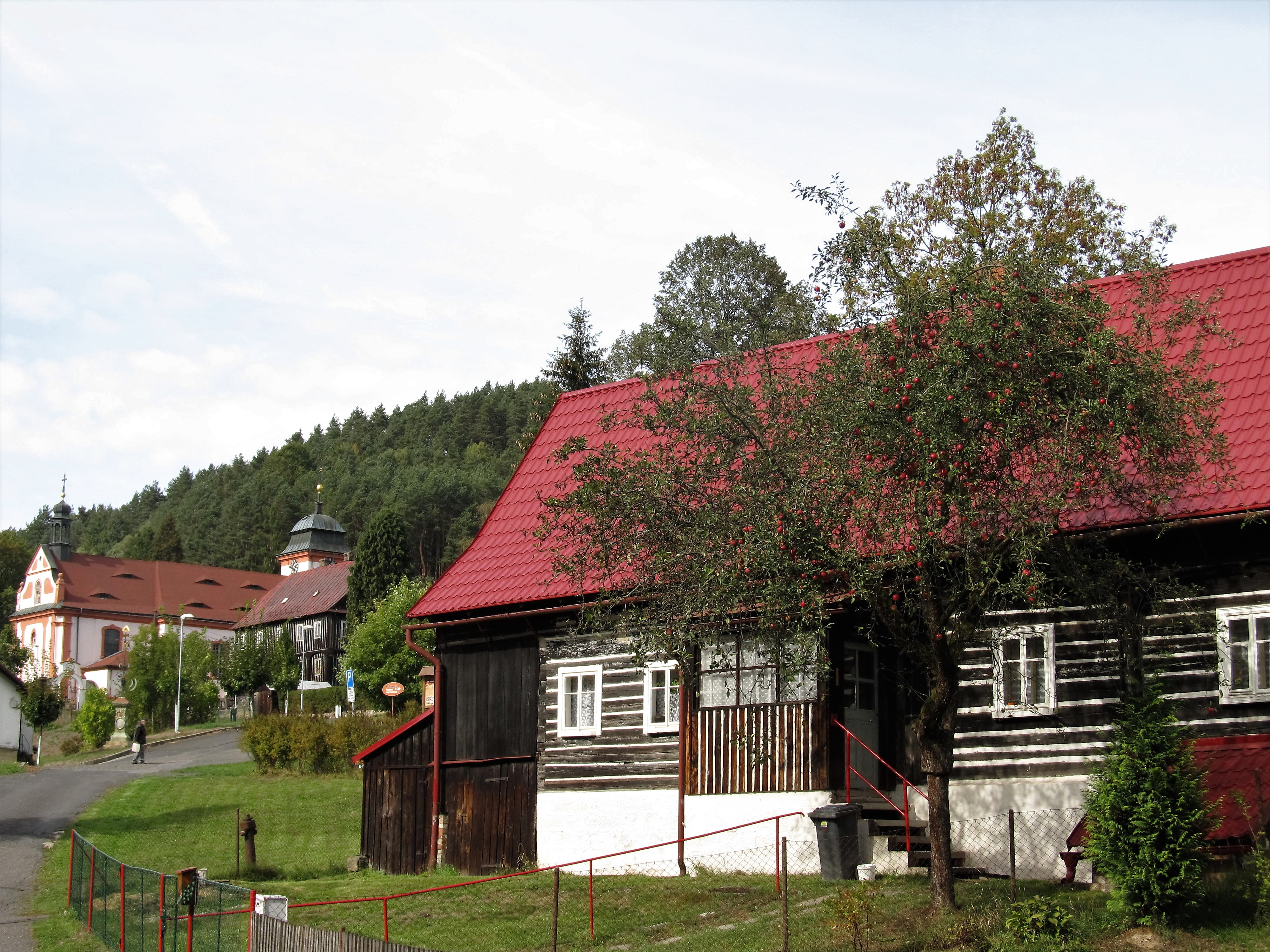
Dům čp. 1, v pozadí kostel svatého Jana Nepomuckého
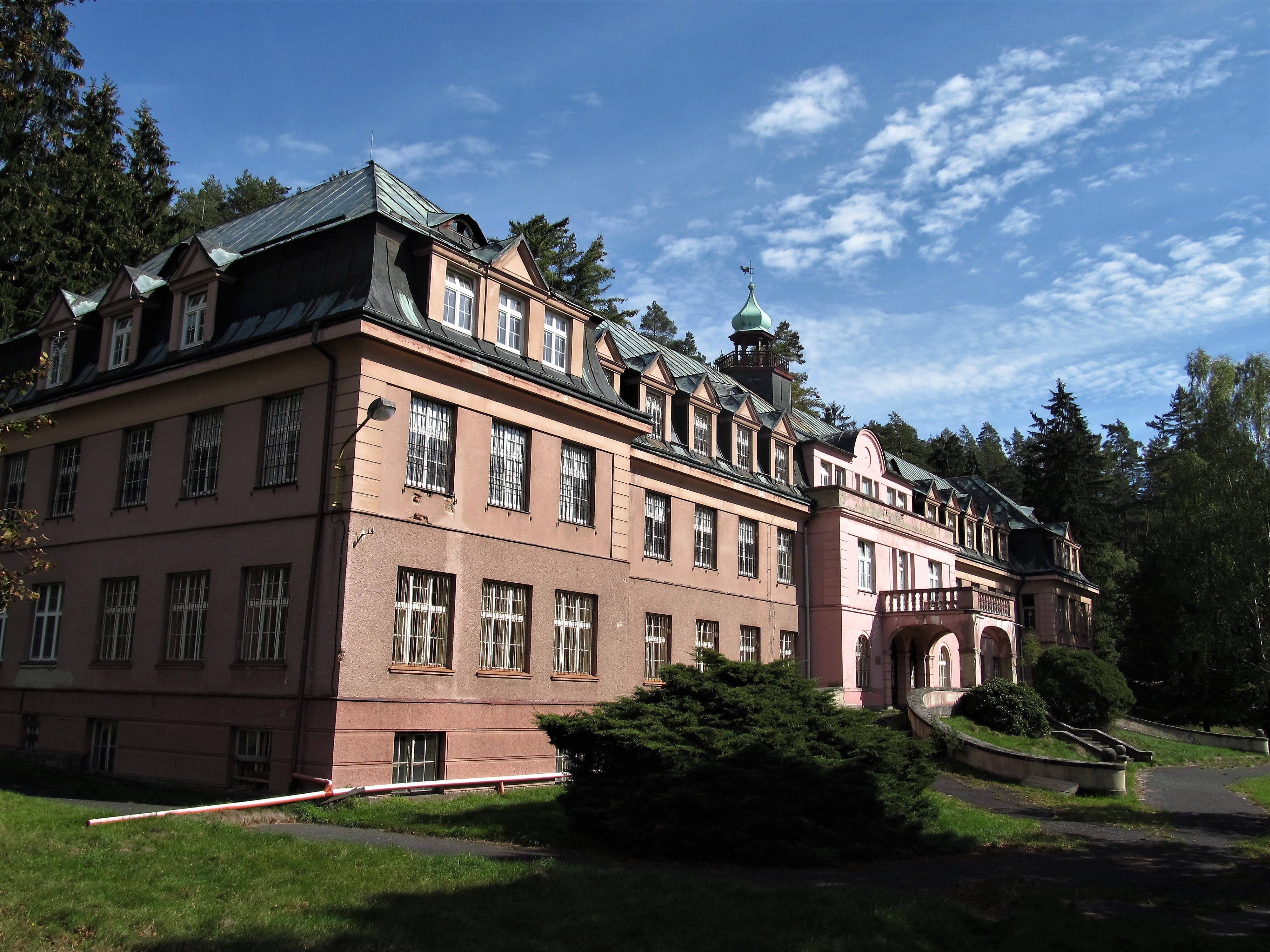
Bývalá dětská ozdravovna
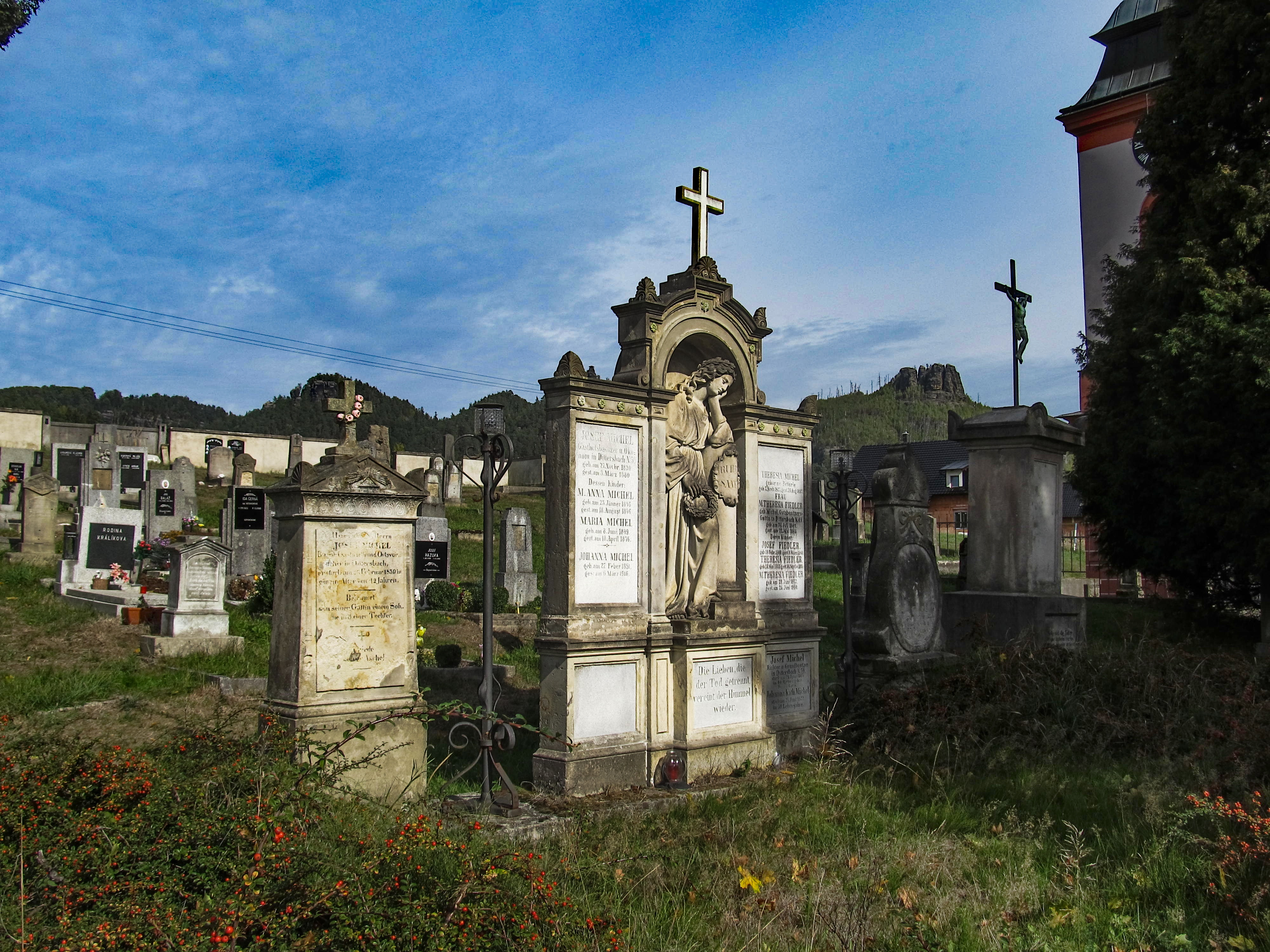
Hřbitov
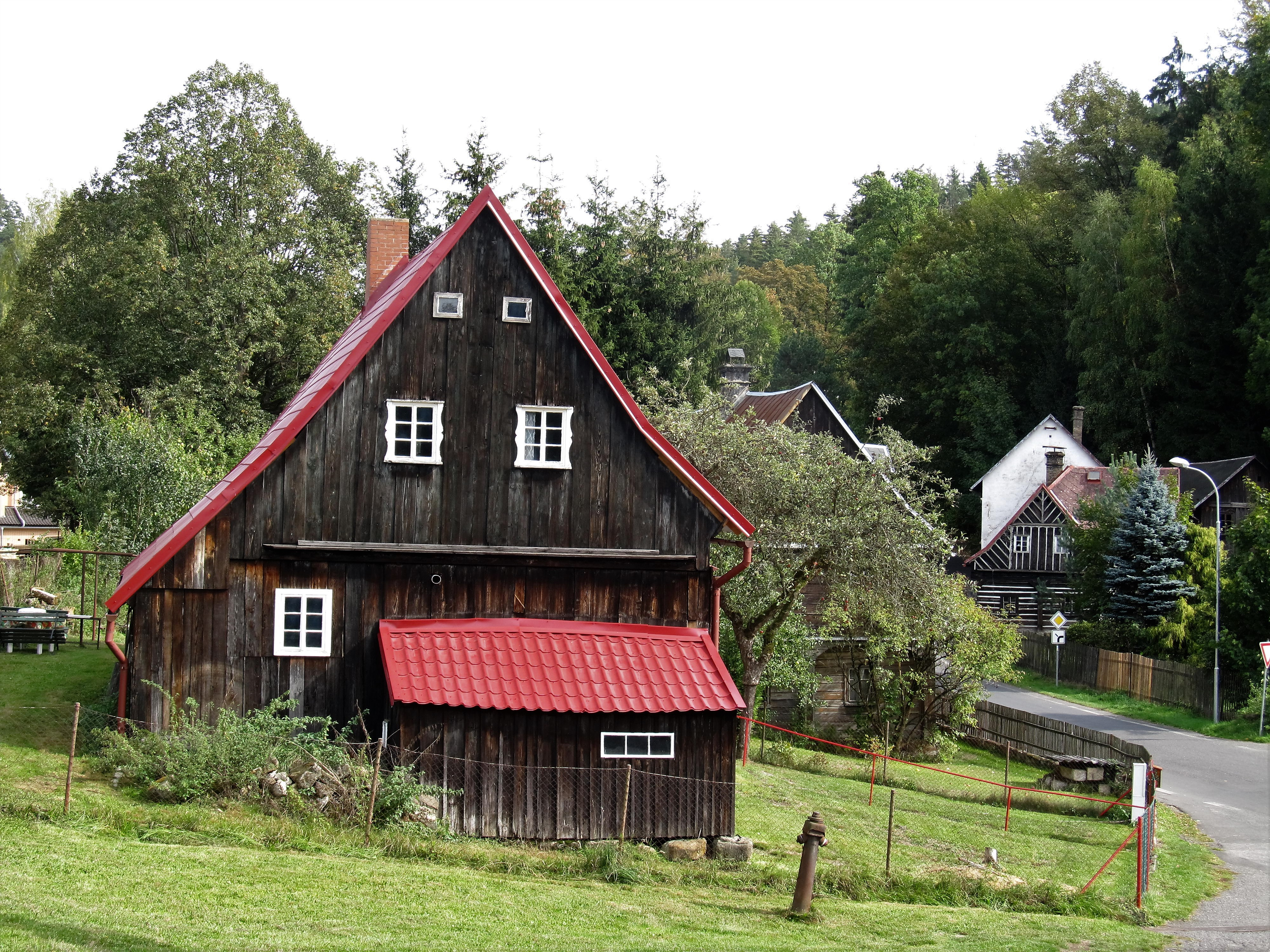
Roubenky pod kostelem - německá lidová architektura
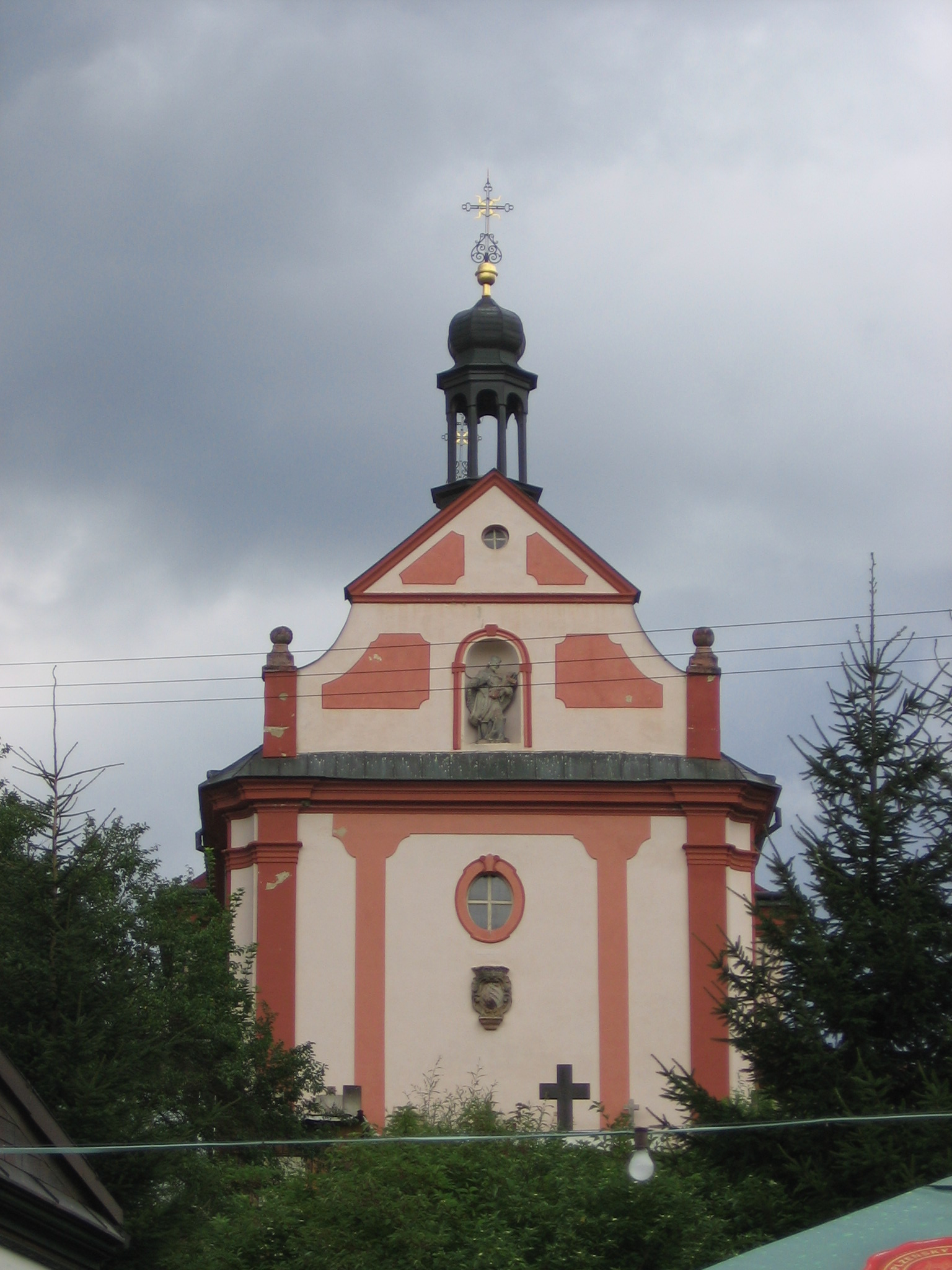
Pohled na čelo kostela svatého Jana Nepomuckého
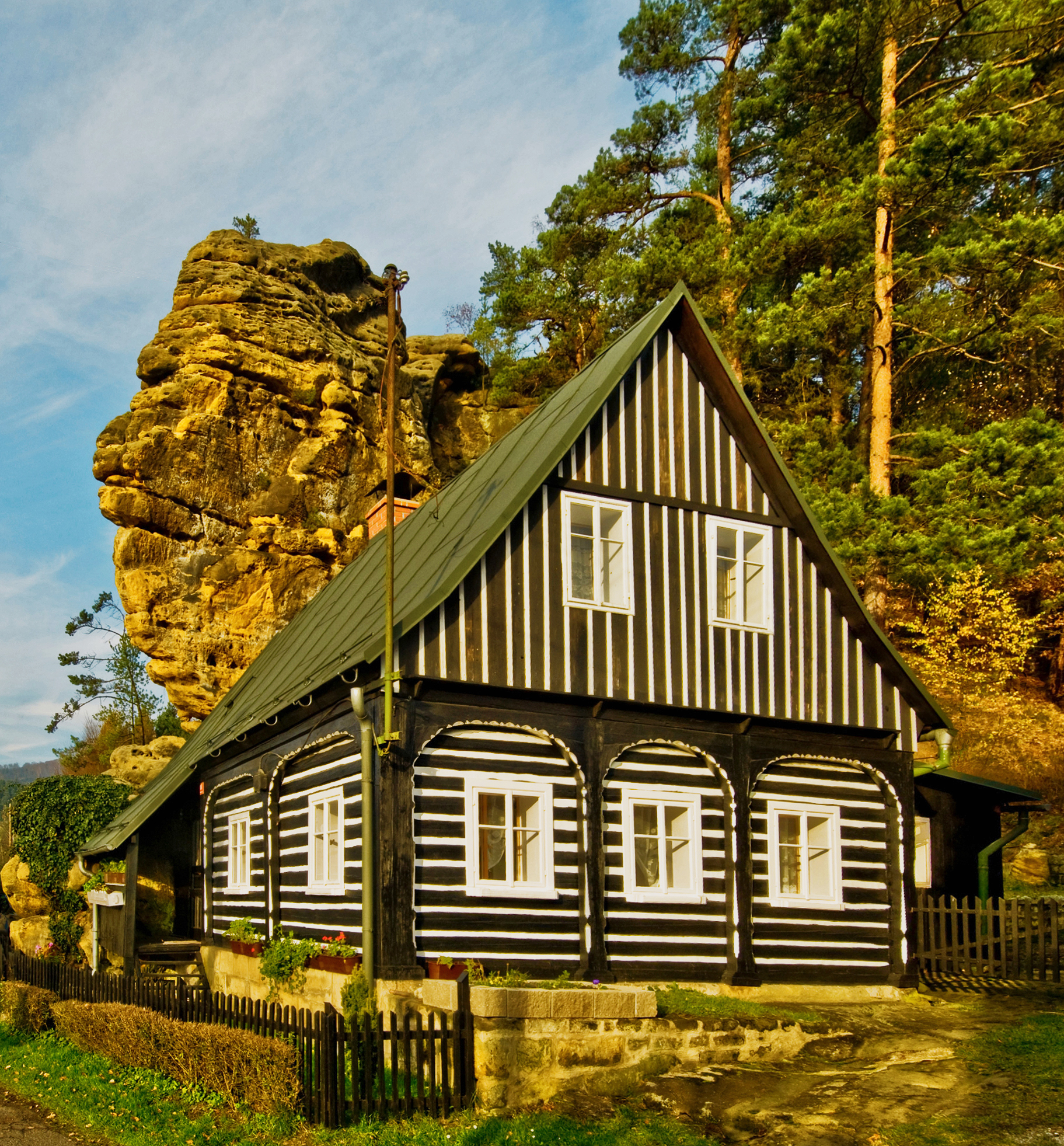
Podstávkový dům - přiklad místní německé lidové architektury
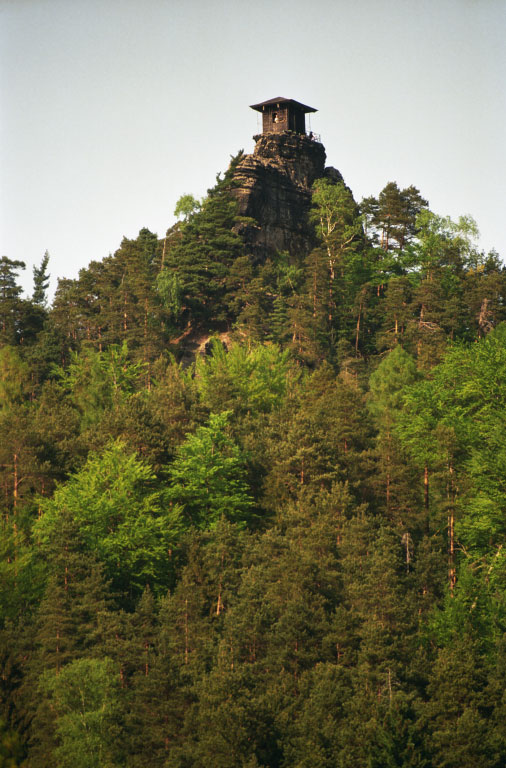
Dřevěný altán na Mariině vyhlídce před požárem
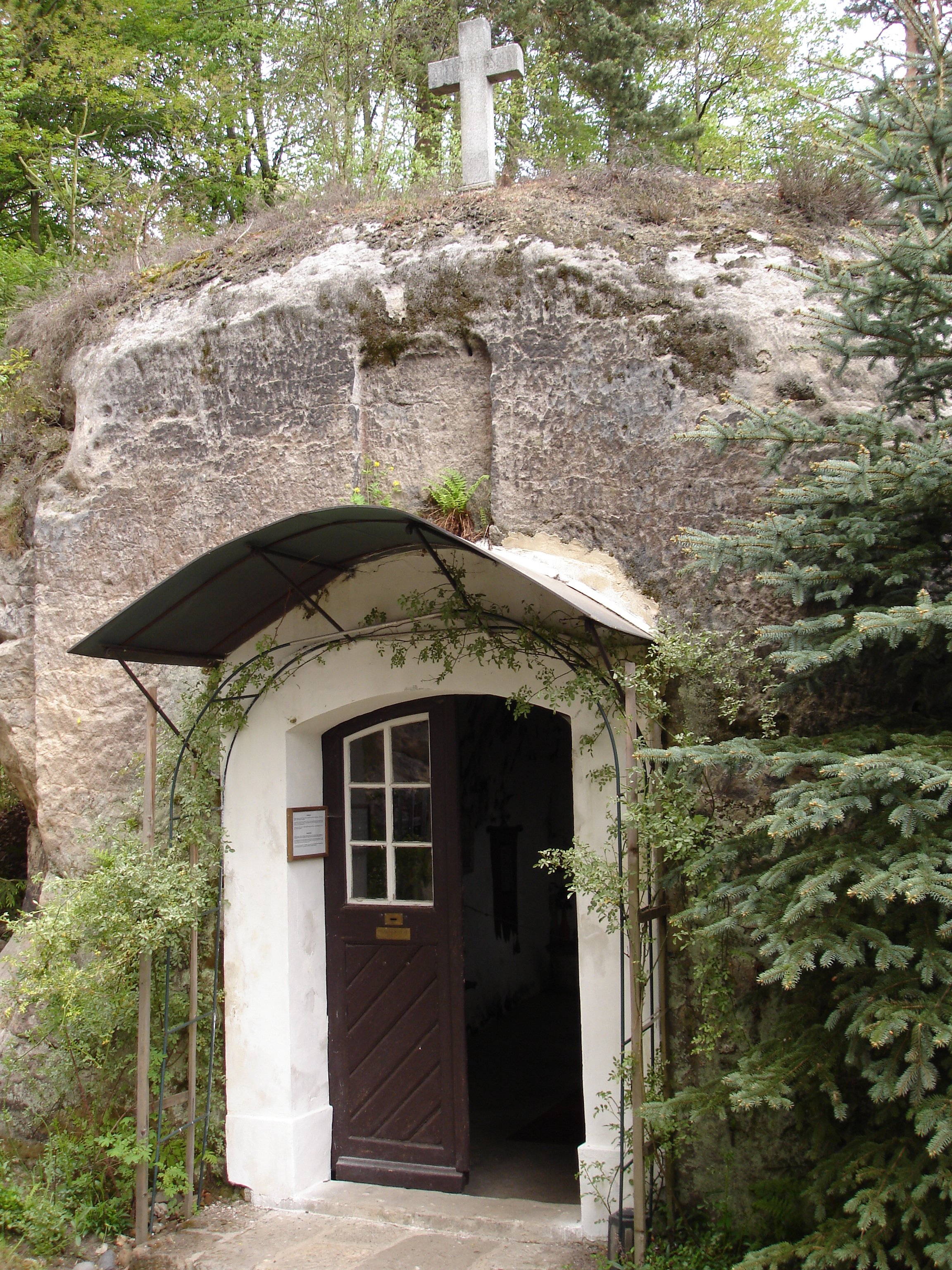
Skalní kaple ve Všemilech